# مجموعه کلیسای تاریخی سان پره در تراسا

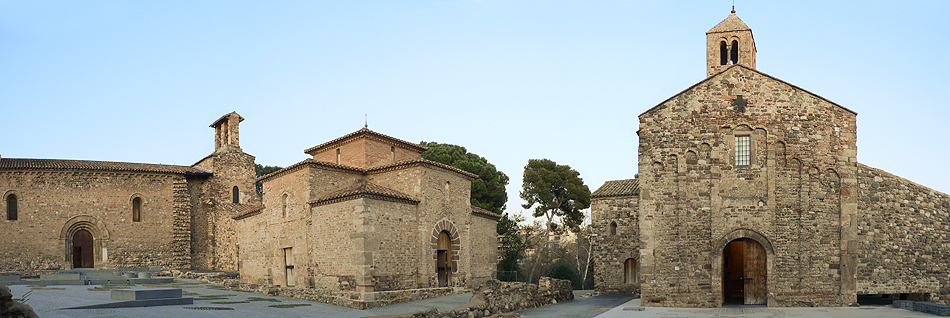
از چپ به راست: کلیساهای سان پره، سان میکل و سانتا ماریا

مجموعه کلیسای تاریخی سان پره (کاتالونیایی: Esglésies de Sant Pere de Terrassa) یک بنای اموال فرهنگی با اهمیت در تراسا، استان بارسلون، اسپانیا است. این مجموعه کلیسای رومانسک شامل کلیساهای سنت پتر، سنت میکل و سانتا ماریا (ترجمه شده از کاتالان به اسپانیایی: سن پدرو، سن میگل و سانتا ماریا، یا در انگلیسی: کلیساهای سنت پیتر، سنت میکل و سنت ماریا) می‌باشد. این کلیساها در محل تلاقی وادی پارادیس و مونر (اکنون پارک وادی پارادیس)، مهم‌ترین منطقه هنری شهر که به هنر رومانسک کاتالونیا شهرت دارد، قرار دارند. این مکان سایت سابق اسقف‌نشین ایگارا، یک مرکز قدیمی ویزیگوت‌ها، در قرون ۵ تا ۸ میلادی بود.
مقر اسقفی اگارا، یک مجموعه معماری و تصویرنمای منحصربه‌فرد در اروپا است که پیشینهٔ تاریخی طولانی دارد. ناحیهٔ تحت سرپرستی اسقف اگارا (راه‌اندازی‌شده از حدود ۴۵۰ پس از میلاد) نشانگر دوره‌ای از شکوه و شوکت در منطقه‌ای است که در آن یک مجموعه عمارت اسقفی با اهمیت هنری استثنایی توسعه یافته است. ماندگاری عناصر معماری و بصری این دوره از سده‌های ۵ تا ۸ میلادی که در معماری کلیساهای اسقفی سانتا ماریا (سنت مری)، سنت میگل (سنت مایکل) و سان پره (سنت پیتر) و به‌ویژه در تزئینات تصویری آنها جلوه‌گر است، این مجموعه را به نمونه‌ای کم‌نظیر و استثنایی از معماری در محدودهٔ اروپا تبدیل کرده است.